# Кангасниеми
Ка́нгасниеми (фин. Kangasniemi) — муниципалитет (община) в Восточной Финляндии.

## История и география
Кангасниеми входит в состав области Южное Саво. Находится приблизительно в 250 километрах северо-восточнее Хельсинки и в 50 км к северо-западу от Миккели.
Административный центр — городок Кангасниеми, в котором проживает более половины населения муниципалитета. Кроме него, к общине относятся также населённые пункты Äkryntaipale, Harjunmaa, Hokka, Hyyrylä, Istruala, Kaihlamäki, Kauppila, Koittila, Kutemajärvi, Laitiala, Luusniemi, Makkola, Mannila, Nousiala, Ohensalo, Orala, Paappala, Puulasalmi, Pylvänälä, Pölläkkä, Pöyhö, Rauhajärvi, Reinikkala, Rekola, Ruokomäki, Rytkölä, Salmenkylä, Seppälä, Suurola, Synsiälä, Synsiö, Tiihola, Ukonniemi, Unnukkala, Vehmaskylä, Vihave и Vuojalahti.
Более 1/5 части от общей площади общины приходится на озёра, длина береговой линии которых превышает 1.500 километров. Здесь находится озеро Пуулавеси, восьмое по величине в Финляндии. Благодаря своим живописным ландшафтам Кангасниеми в 1997 году на телевизионном конкурсе фирмы «Юлейсрадио» (Yleisradio) была избрана как «самая красивая община Финляндии».
Как отдельная административная единица община была образована в 1867 году.

## Экономика и достопримечательности
Основой экономики муниципалитета является лесное хозяйство и деревообработка, а также туризм. В Кангасниеми имеется около 3.600 дачных домиков (Mökki’s) для предоставления отдыхающим.
Церковь Двойного Креста в Кангасниеми была построена в 1814—1815 годах по проекту финского архитектора Матти Салонена. К прочим архитектурным достопримечательностям относятся здания старого викариата (1886) и гостиницы Лясякоски.

## Известные уроженцы
- Маннинен, Отто (1872—1950) — финский писатель и поэт.